# جیمز هورسفیلد
جیمز هورسفیلد (انگلیسی: James Horsfield؛ زادهٔ ۲۱ سپتامبر ۱۹۹۵) بازیکن فوتبال اهل بریتانیا است.
از باشگاه‌هایی که در آن بازی کرده‌است می‌توان به باشگاه فوتبال دونکستر راورز و باشگاه فوتبال منچستر سیتی اشاره کرد.